# Incendio della USS Forrestal

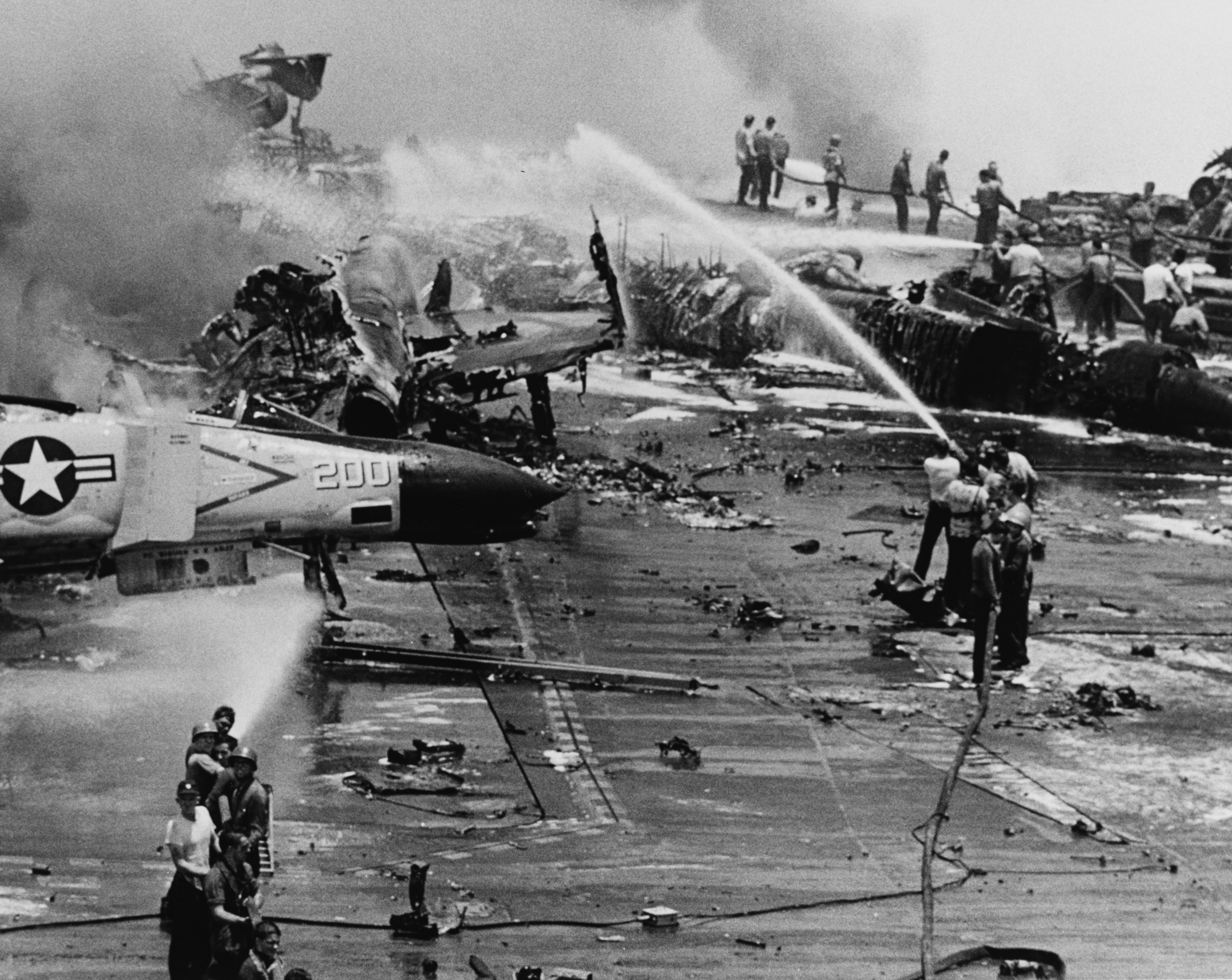
L'equipaggio combatte l'incendio sul ponte della USS Forrestal

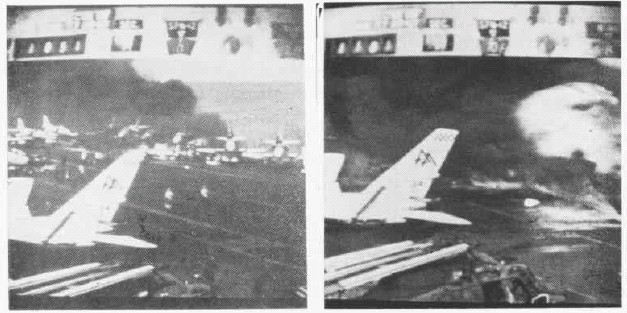
Immagini della telecamera di bordo all'inizio del disastro

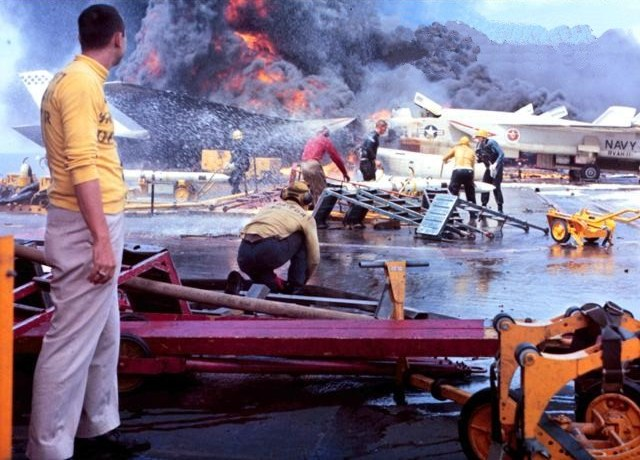
Principio d'incendio sul ponte di volo della USS Forrestal

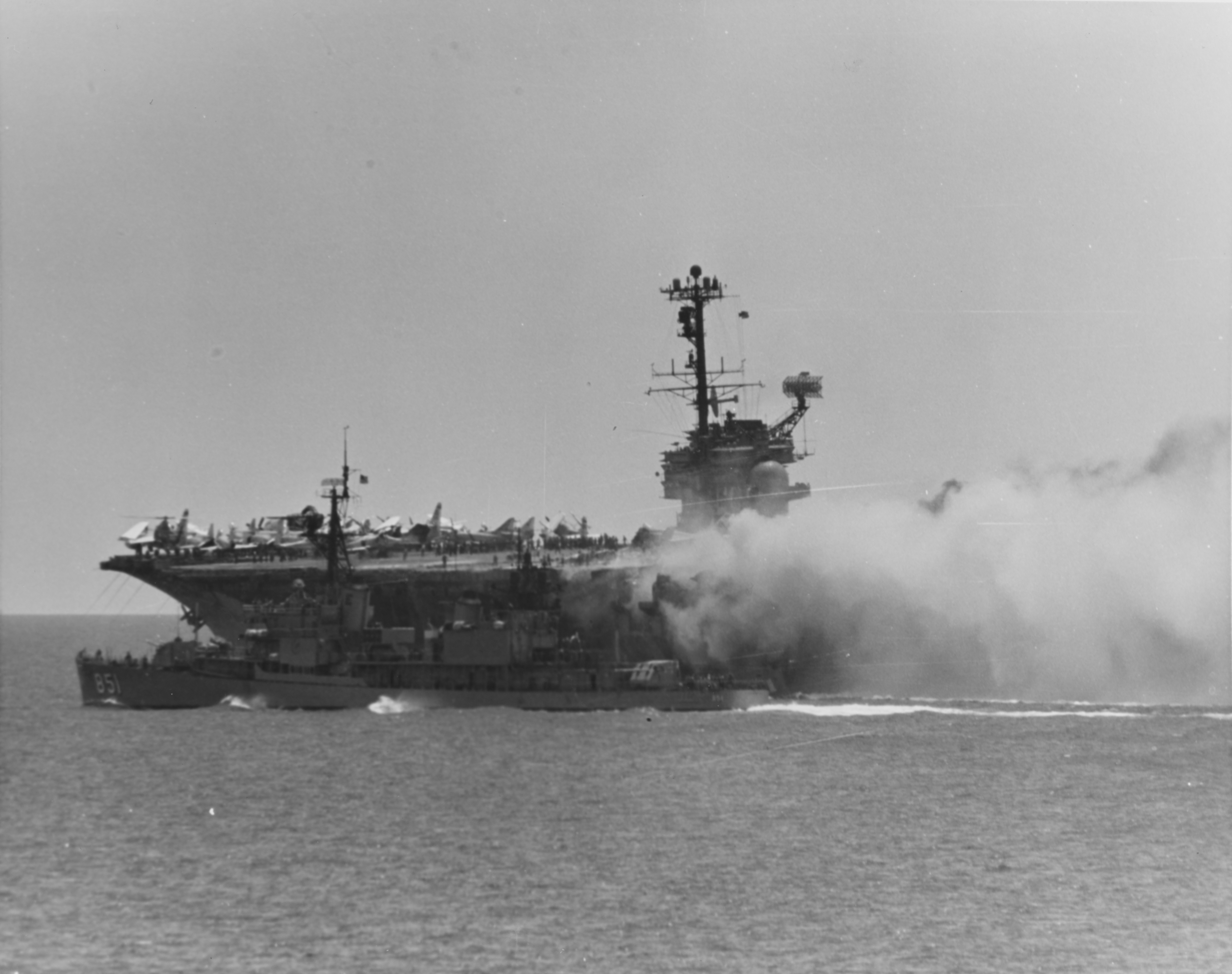
USS Rupertus collabora alle attività di spegnimento

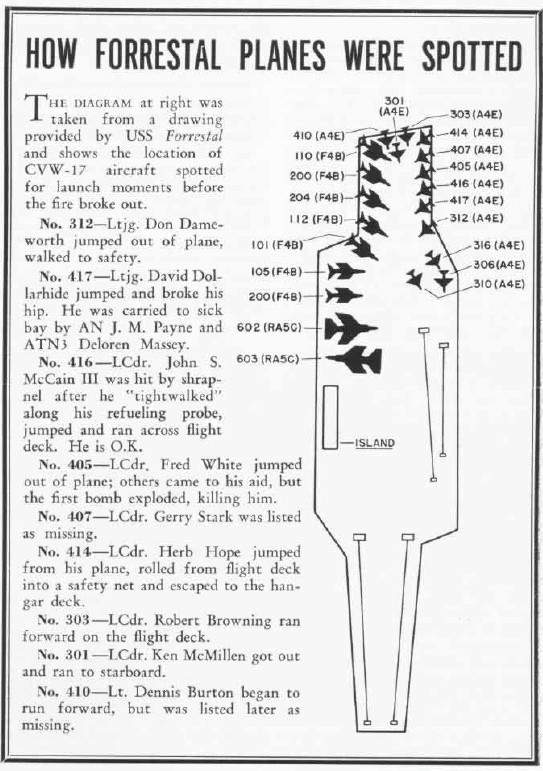
Piano del ponte di volo della USS Forrestal del 29 luglio 1967

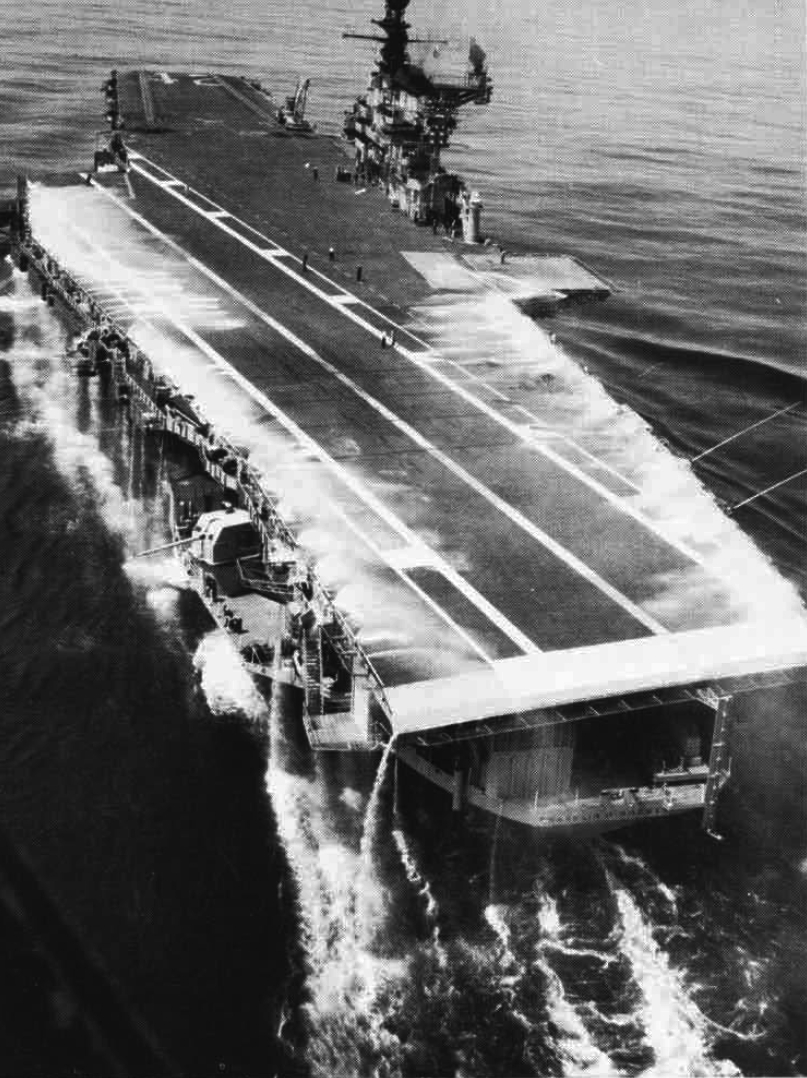
La Franklin D. Roosevelt, a seguito del disastro della USS Forrestal del 1969, ottenne per prima un nuovo sistema anti-incendio per il ponte di volo

L’incendio della USS Forrestal avvenne il 29 luglio 1967 nel Golfo del Tonchino durante la guerra del Vietnam. Esso causò 134 morti e 161 feriti tra i membri dell’equipaggio. Il disastro fu provocato dall'innesco accidentale di un razzo Zuni che incendiò un aereo sul ponte di volo della portaerei. Ciò provocò un'esplosione che incendiò anche munizioni e altri velivoli presenti sul ponte. Il grande incendio proseguì anche nell'aviorimessa sotto il ponte di volo e poté essere domato solo dopo molte ore. 
L'incidente provocò la distruzione di 21 aerei (sette F-4B Phantom II, undici A-4E Skyhawk, tre RA-5C Vigilante) e il danneggiamento di altri 40, su un totale di 72 velivoli imbarcati.

## Svolgimento del disastro
La portaerei USS Forrestal si era portata in posizione nel Golfo del Tonchino. Da quattro giorni gli aerei da caccia decollavano contro obiettivi nel Vietnam del Nord. Il quinto giorno, mentre erano in corso i preparativi per una seconda ondata di attacchi, è avvenuto l'incidente. 
- 10:50 - Un razzo Zuni viene innescato per errore da un F-4 Phantom parcheggiato sul ponte di volo. L'innesco è causato da una concatenazione di eventi, oltre che da negligenze legate alla sicurezza. Il razzo innescato colpisce il serbatoio del carburante di un A-4 Skyhawk armato. Viene coinvolto nell'esplosione anche l'aereo del capitano di corvetta John McCain che riesce a fuggire dal velivolo in fiamme. Si innesca una reazione a catena che coinvolge buona parte della parte posteriore del ponte di volo della USS Forrestal incendiando numerosi aerei parcheggiati in questa zona. L'equipaggio della nave addetto allo spegnimento degli incendi viene colpito dall'esplosione spontanea delle munizioni presenti a bordo, causando morti e feriti. Il personale della nave chiamato a sostituire l'equipaggio specializzato, non avendo sufficiente preparazione si ostacola a vicenda. Il cacciatorpediniere USS Rupertus accorre per sostenere gli sforzi di spegnimento dell'incendio.
- 11:47 - L'incendio sul ponte superiore viene dichiarato spento. Detriti e materiale infiammabile vengono gettati in mare, in modo anche avventato.
- 12:45 - Il vento e l'infiltrazione di carburante causano incendi nel 1° e 2° ponte sottocoperta. Vie di fuga irraggiungibili causano la morte di diversi membri dell'equipaggio per asfissia o a causa delle fiamme.
- 13:48 - Viene comunicato che il fuoco si è diffuso sul 1°, 2° e 3° ponte sottocoperta, ma che i sistemi di propulsione e controllo è operativo.
- 14:12 - Il reparto radio posteriore deve essere evacuato a causa della presenza di fumo e acqua. Tutti gli incendi sul 1° ponte vengono spenti.

Durante le attività di spegnimento nei ponti inferiori la USS Forrestal incrociò la nave ospedale USS Repose.
Il comandante in capo del gruppo d'intervento ordinò al comandante della USS Forrestal di prendere rotta con prua per la Baia di Subic, nelle Filippine. Gli incendi nel 2° e 3° ponte sottocoperta furono spenti completamente solo con molte difficoltà verso le 3.00 del 30 luglio a causa della presenza di forte fumo e calore.